# Cyrtodactylus seribuatensis
Espèce
Cyrtodactylus seribuatensis est une espèce de geckos de la famille des Gekkonidae.

## Répartition
Cette espèce est endémique de l'archipel de Seribuat en Malaisie. Elle se rencontre sur Seribuat, sur Sembilang, sur Pulau Nangka Kecil, sur Pulau Mentigi, sur Pulau Sibu, sur Pulau Sibu Tengah et sur Pulau Lima Besar.

## Étymologie
Son nom d'espèce, composé de seribuat et du suffixe latin -ensis, « qui vit dans, qui habite », lui a été donné en référence au lieu de sa découverte.

## Publication originale
- Youmans & Grismer, 2006 : A new species of Cyrtodactylus (Reptilia: Squamata: Gekkonidae) from the Seribuat Archipelago, West Malaysia. Herpetological Natural History, vol. 10, n. 1, p. 61-70.